# Plai Phraya (huyện)
Plai Phraya (tiếng Thái: ปลายพระยา) là một huyện (amphoe) ở tỉnh Krabi, Thái Lan.

## Địa lý
Các huyện giáp ranh (từ phía bắc theo chiều kim đồng hồ) Phanom, Phrasaeng, Chai Buri (tất cả đều thuộc tỉnh Surat Thani), Khao Phanom và Ao Luek của tỉnh Krabi, và Thap Put của tỉnh Phang Nga.

## Lịch sử
Tiểu huyện (king amphoe) Plai Phraya đã được thành lập vào ngày 15 tháng 6 năm 1973, khi ba tambon Plai Phraya, Khao Khen và Khao To đã được tách ra từ huyện Ao Luek. Đơn vị hành chính này đã được nâng cấp thành huyện vào ngày 2 tháng 4 năm 1977.

## Hành chính
Huyện này được chia ra thành 4 phó huyện (tambon), các đơn vị này lại được chia thành 33 làng (muban). Plai Phraya là thị trấn  (thesaban tambon) nằm trên một phần của tambon Plai Phraya. Mỗi tambon được quản lý bởi một Tổ chức hành chính tambon.
| \| STT. \| Tên \| Tên Thái \| Số làng \| Dân số \| \| \| 1. \| Plai Phraya \| ปลายพระยา \| 13 \| 16.692 \| \| \| 2. \| Khao Khen \| เขาเขน \| 6 \| 6.166 \| \| \| 3. \| Khao To \| เขาต่อ \| 7 \| 7.026 \| \| \| 4. \| Khiri Wong \| คีรีวง \| 7 \| 5.550 \| \| | Map of Tambon |           |         |        |  |
| STT. | Tên           | Tên Thái  | Số làng | Dân số |  |
| 1. | Plai Phraya   | ปลายพระยา | 13      | 16.692 |  |
| 2. | Khao Khen     | เขาเขน    | 6       | 6.166  |  |
| 3. | Khao To       | เขาต่อ     | 7       | 7.026  |  |
| 4. | Khiri Wong    | คีรีวง      | 7       | 5.550  |  |